# 如意真仙
如意真仙（にょいしんせん）は中国の四大奇書『西遊記』に登場する牛魔王の弟。
解陽山の破児洞に棲み、落胎泉の水を独占している。武器は如意鉤。
西梁女人国で、三蔵法師と猪八戒が子母河の水を飲んで子を孕んでしまった時、孫悟空は落胎泉の水をもらいに如意真仙を訪ねた。しかし、紅孩児の件で孫悟空達に恨みを持っていた如意真仙は、落胎泉の水を分けるのを拒否した。悟空は仕方なく強行するが、もちろん如意真仙は邪魔をした。悟空は沙悟浄に、自分が如意真仙と争っている隙に落胎泉の水を汲んで貰い、無事に三蔵と八戒に飲ませることに成功した。